# Enkelvoudig samenhangende ruimte
Een enkelvoudig samenhangende ruimte is in de algebraïsche topologie, een onderdeel van de wiskunde, ruwweg een ruimte zonder openingen en zonder losse stukken.
Beschouw een wegsamenhangende , of boogsamenhangende, topologische ruimte {\displaystyle X}. Deze ruimte is enkelvoudig samenhangend indien iedere lus in {\displaystyle X} nulhomotoop is, dat wil zeggen dat indien elke lus homotoop is met een punt. De enkelvoudige samenhang van {\displaystyle X} kan ook in termen van fundamentaalgroepen worden uitgedrukt: {\displaystyle X} is enkelvoudig samenhangend dan en slechts dan als de fundamentaalgroep van {\displaystyle X} triviaal is.

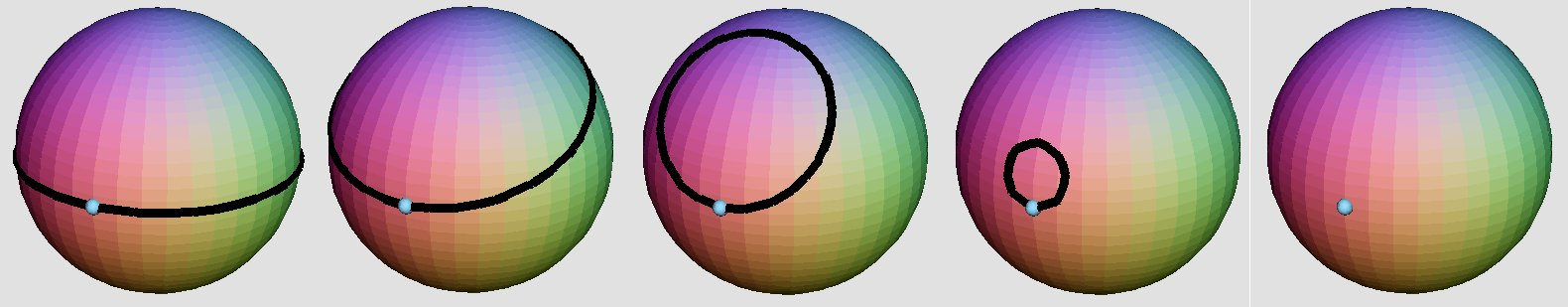
Een boloppervlak is enkelvoudig samenhangend omdat elke lus op het oppervlak tot een punt kan worden samengetrokken.

## Voorbeelden en tegenvoorbeelden
Voorbeelden van enkelvoudig samenhangende ruimten:
- het platte vlak
- het boloppervlak

Ruimten die niet enkelvoudig samenhangend zijn:
- cirkel
- doorprikte vlak, het vlak waaruit een punt is verwijderd – Dit is intuïtief wel duidelijk, maar het bewijs voor deze bewering is niet triviaal.

Daarentegen
- De driedimensionale euclidische ruimte met daaruit een punt verwijderd, is wel enkelvoudig samenhangend.

## Overige
- In de algebraïsche topologie worden ruimten met niet-triviale homotopie bestudeerd aan de hand van hun universele overdekkingsruimten. De belangrijkste eigenschap van deze ruimten, is dat universele overdekkingsruimten zelf een triviale homotopie hebben, of nog, dat ze enkelvoudig samenhangend zijn.
- In de functietheorie geeft de afbeeldingstelling van Riemann een classificatie van de enkelvoudig samenhangende open delen van het complexe vlak, op biholomorfe equivalentie na.
- Er kan over integreren van functies langs een gesloten pad in enkelvoudig samenhangende delen, zoals in de functietheorie wordt gedaan, een uitspraak worden gedaan. Wanneer een differentieerbaar gesloten pad nulhomotoop is, dan is de lijnintegraal van een analytische functie langs dat pad, gelijk aan nul.